# Mois de la photo de Cracovie
Le Mois de la Photo de Cracovie (Miesiąc Fotografii w Krakowie) est un festival de photographie polonais, créé en 2001 par la Fondation des Arts Visuels (Foundation for the Visual Arts) de Cracovie. Son but est de promouvoir et populariser les arts visuels en Pologne en se consacrant surtout à la photographie. 
Le festival, d'abord reconnu dans toute l'Europe de l'Est, a acquis une réputation internationale dans le monde de la photographie et a fêté son 10e anniversaire en 2012.

## Programmation

### Édition 2012

#### Les expositions
- Sergey Bratkov
- Jason Evans
- Jerzy Lewczyński
- René Magritte
- Sally Mann
- Alexandre Rodtchenko
- Viviane Sassen
- Lieko Shiga